# Megumi Kagurazaka
Megumi Kagurazaka (神楽坂 恵 nascută 28 septembrie 1981?) este o actriță japoneză și un model glamour. Ea este căsătorită cu regizorul Sion Sono și a jucat în unele dinte filmele sale.

## Carieră
Kagurazaka a aparut în filme precum Cold Fish, Guilty of Romance, și The Land of Hope.

## Filmografie

### Filme
- Into the Faraway Sky (2007)
- Gakko no kaidan (2007) - Noriko Mamiya
- Madobeno Honky Tonk (2008)
- Spy Girl's Mission Cord #005 (2008)
- Dotei Horoki (2009)
- Pride (2009) - Morita
- Oyasumi Anmonite (2010)
- The Parasite Doctor Suzune: Genesis x Evolution (2011) - Naomi
- Guilty of Romance (2011) - Izumi Kikuchi
- Cold Fish (2011)
- The Land of Hope (2012) - Izumi (Yoichi's wife)
- Himizu (2012) - Keiko Tamura
- The Incredible Truth (2013)
- Why Don't You Play in Hell? (2013) - Junko
- The Whispering Star (2015)

### Televiziune
- Shiawase no Jikan (2012)